# Manuel Simonó
Manuel Ramadhan Simonó (ur. 25 czerwca 1979) – dominikański zapaśnik walczący w stylu wolnym. Czwarty na igrzyskach panamerykańskich w 2003 i piąty w 2007. Piąty na mistrzostwach panamerykańskich w 2007. Srebrny igrzysk Ameryki Środkowej i Karaibów w 2010 i brązowy w 2006 roku.